# Église Saint-Amans de Lincargue
L'église Saint-Amans de Lincargue ou de Lincarque, est un édifice religieux catholique situé à Cestayrols dans le département du Tarn, en région Occitanie, en France. 

## Histoire
Construite entre les XVe et XVIe siècles, l'église Saint-Amans de Lincargue est un édifice de style gothique en calcaire, placé sur l'ancienne route entre Toulouse et Rodez, dit « chemin grand ». Dotée d'un clocher-porche octogonal décoré de crochets et gargouilles et flanqué d'une tourelle d'escalier à vis, l'église possède une nef dont les six chapelles latérales sont séparées par des contreforts intérieurs. Dans le bâtiment sont visibles des culs-de-lampe et un retable datant de la Renaissance. Une association, dite simplement association de Saint-Amans de Lincarque tente aujourd'hui de protéger et de restaurer l'édifice.
L'église Saint-Amans est inscrite au titre de monument historique par arrêté du 18 juin 1927.

Plusieurs objets sont référencés dans la base Palissy (voir les notices liées).

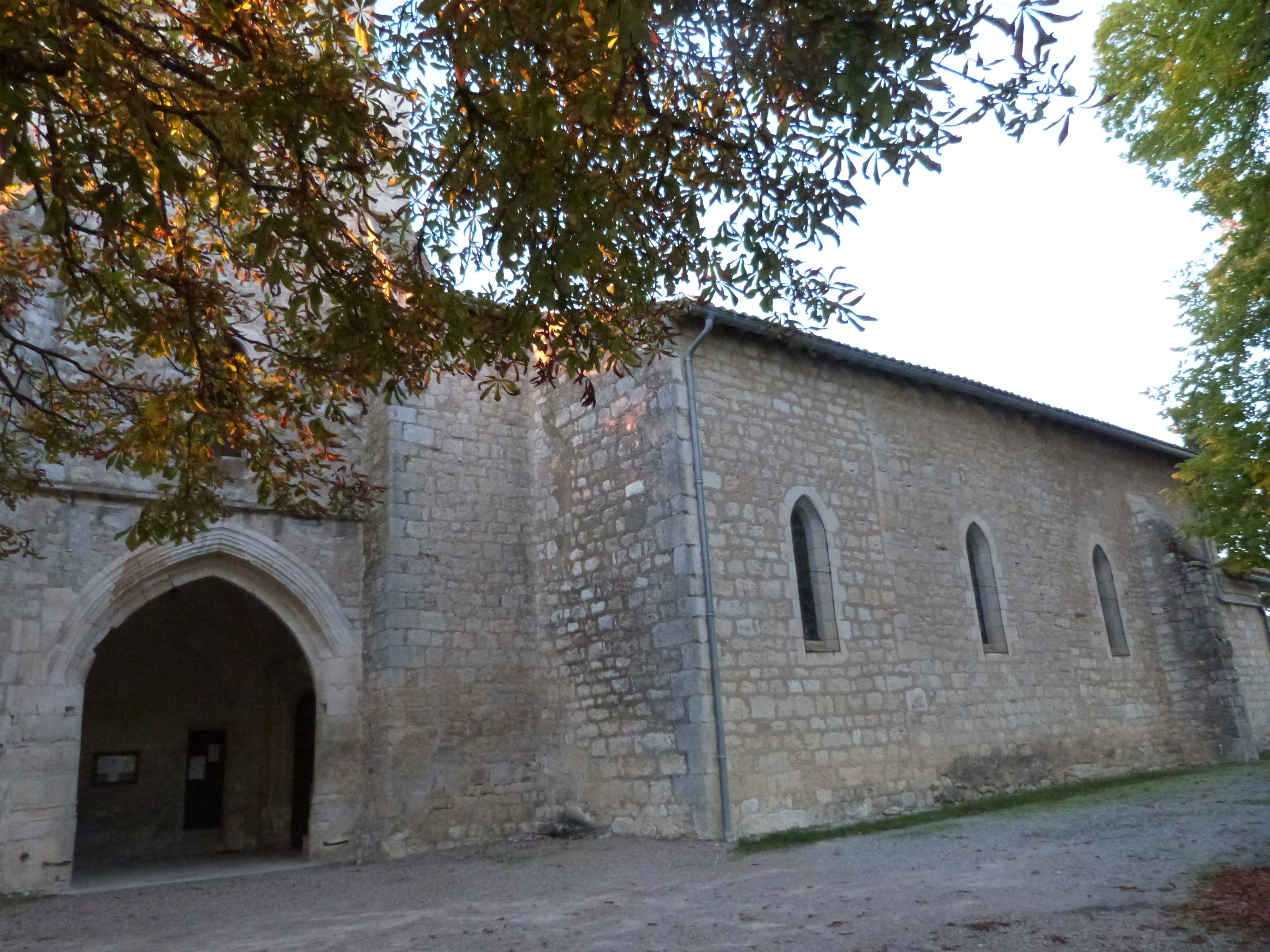
Façade de l'église
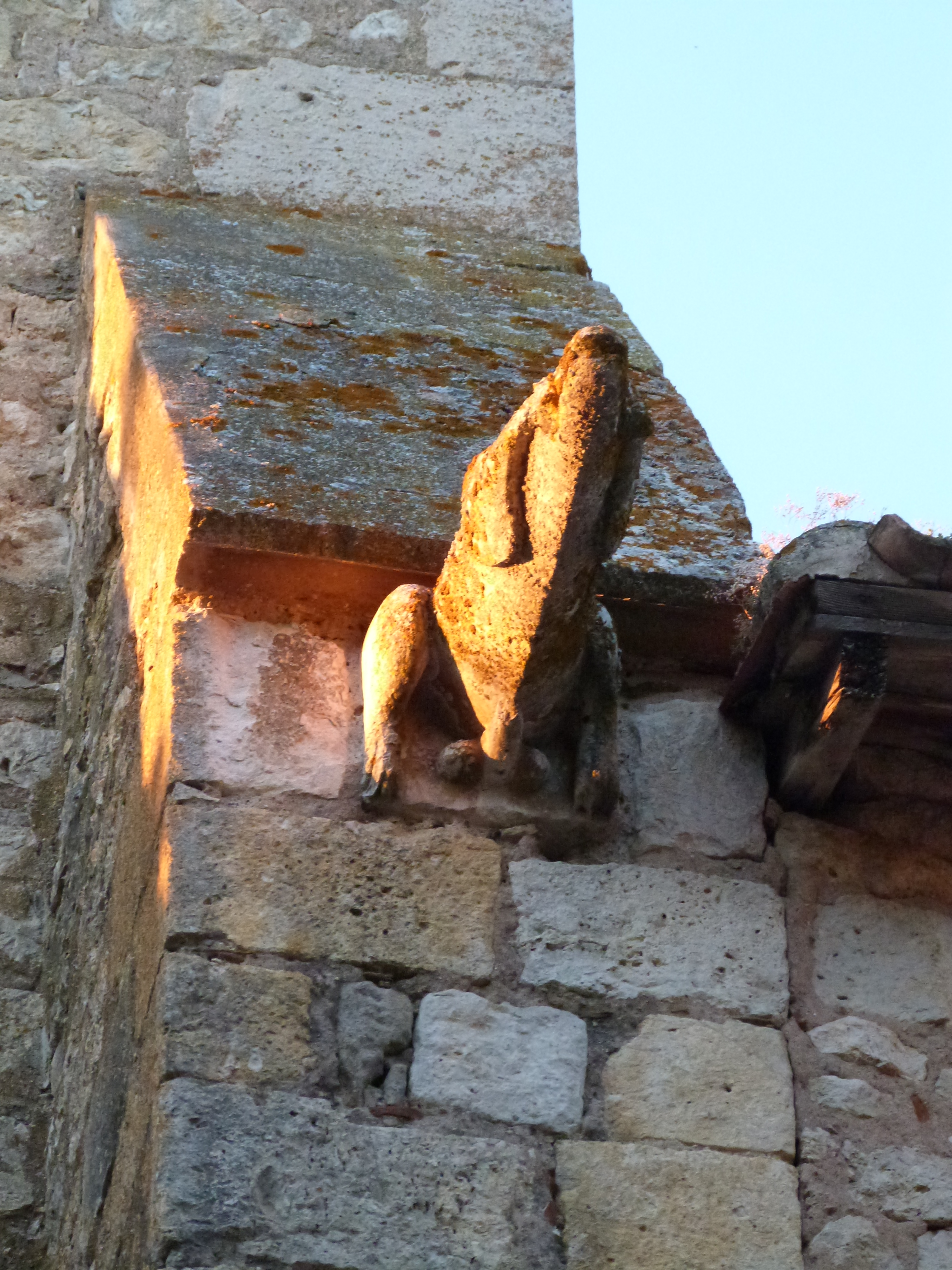
Une des gargouilles du clocher